# Miconia mornicola
Miconia mornicola är en tvåhjärtbladig växtart som beskrevs av A.C.Nicolson. Miconia mornicola ingår i släktet Miconia och familjen Melastomataceae. Inga underarter finns listade i Catalogue of Life.